# Divize D 2014/2015
V soubojích jubilejního 50. ročníku Moravskoslezské divize D 2014/15 (jedna ze skupin 4. fotbalové ligy) se utkalo 16 týmů každý s každým dvoukolovým systémem podzim–jaro. Tento ročník začal v sobotu 9. srpna 2014 úvodními třemi zápasy 1. kola a skončil v neděli 14. června 2015 zbývajícími dvěma zápasy 30. kola.

## Nové týmy v sezoně 2014/15
- Z MSFL 2013/14 sestoupilo mužstvo FC ŽĎAS Žďár nad Sázavou.
- Z Divize E 2013/14 přešlo mužstvo FC Viktoria Otrokovice.
- Z Přeboru Jihomoravského kraje 2013/14 postoupilo vítězné mužstvo FK Mutěnice.
- Z Přeboru Vysočiny 2013/14 postoupilo vítězné mužstvo FC Slovan Havlíčkův Brod.

## Kluby podle krajů
- Vysočina (8): FC Velké Meziříčí, SFK Vrchovina, FC Slovan Havlíčkův Brod, FSC Stará Říše, SK Bystřice nad Pernštejnem, FK Pelhřimov, TJ Slavoj TKZ Polná, FC ŽĎAS Žďár nad Sázavou.
- Jihomoravský (5): RSM Hodonín, FC Slovan Rosice, TJ Sokol Tasovice, FK Blansko, FK Mutěnice.
- Zlínský (3): FC Viktoria Otrokovice, ČSK Uherský Brod, TJ FS Napajedla.

## Konečná tabulka
Zdroj: 
| Poř. | Tým                          | Z  | V  | R  | P  | VG | OG | B  |
| ---- | ---------------------------- | -- | -- | -- | -- | -- | -- | -- |
| 1.   | FC Velké Meziříčí            | 30 | 20 | 6  | 4  | 65 | 23 | 66 |
| 2.   | FC Viktoria Otrokovice       | 30 | 14 | 10 | 6  | 59 | 40 | 52 |
| 3.   | SFK Vrchovina                | 30 | 15 | 6  | 9  | 44 | 30 | 51 |
| 4.   | FC Slovan Havlíčkův Brod (N) | 30 | 13 | 10 | 7  | 49 | 42 | 49 |
| 5.   | FSC Stará Říše               | 30 | 13 | 8  | 9  | 37 | 39 | 47 |
| 6.   | FK Hodonín                   | 30 | 13 | 7  | 10 | 55 | 34 | 46 |
| 7.   | SK Bystřice nad Pernštejnem  | 30 | 10 | 10 | 10 | 47 | 45 | 40 |
| 8.   | FC Slovan Rosice             | 30 | 9  | 12 | 9  | 45 | 39 | 39 |
| 9.   | TJ Sokol Tasovice            | 30 | 10 | 7  | 13 | 38 | 53 | 37 |
| 10.  | FK Pelhřimov                 | 30 | 9  | 9  | 12 | 40 | 47 | 36 |
| 11.  | TJ Slavoj TKZ Polná          | 30 | 8  | 12 | 10 | 55 | 52 | 36 |
| 12.  | FC ŽĎAS Žďár nad Sázavou (S) | 30 | 10 | 6  | 14 | 37 | 45 | 36 |
| 13.  | ČSK Uherský Brod             | 30 | 8  | 9  | 13 | 38 | 47 | 33 |
| 14.  | FK Blansko                   | 30 | 8  | 9  | 13 | 34 | 52 | 33 |
| 15.  | TJ FS Napajedla              | 30 | 7  | 6  | 17 | 46 | 72 | 27 |
| 16.  | FK Mutěnice (N)              | 30 | 8  | 3  | 19 | 34 | 63 | 27 |

Poznámky:
- Z = Odehrané zápasy; V = Vítězství; R = Remízy; P = Prohry; VG = Vstřelené góly; OG = Obdržené góly; B = Body; (S) = Mužstvo sestoupivší z vyšší soutěže; (N) = Mužstvo postoupivší z nižší soutěže (nováček)
- FC Viktoria Otrokovice zaujalo místo klubu FK Slavia Orlová-Lutyně v MSFL, které se odhlásilo po ukončení ročníku.[2]
- O pořadí na 10. až 12. místě rozhodla minitabulka vzájemných zápasů[1]
- O pořadí na 13. a 14. místě rozhodlo lepší skóre Uherského Brodu, bilance vzájemných zápasů byla vyrovnaná: Uherský Brod - Blansko 1:1, Blansko - Uherský Brod 1:1[1]
- O pořadí na 15. a 16. místě rozhodla bilance vzájemných zápasů: Napajedla - Mutěnice 2:0, Mutěnice - Napajedla 0:0[1]

|  | Postup do MSFL 2015/16                         |
|  | Sestup do Přeboru Jihomoravského kraje 2015/16 |
|  | Sestup do Přeboru Zlínského kraje 2015/16      |